# 帕卡河畔什馬爾特諾市鎮

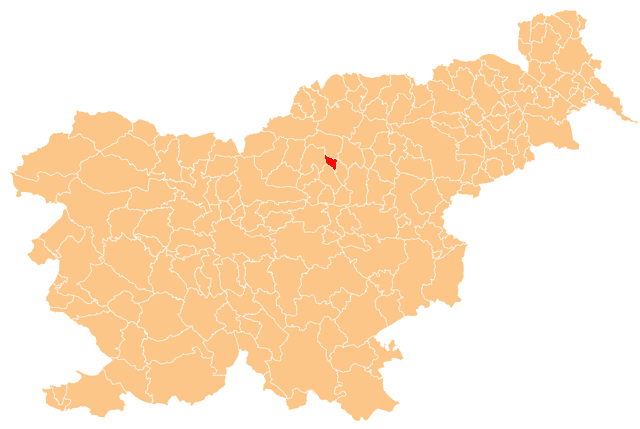
帕卡河畔什馬爾特諾市鎮於斯洛維尼亞的位置

帕卡河畔什馬爾特諾市鎮是斯洛文尼亞北部的一個市镇，行政中心為帕卡河畔什馬爾特諾。市镇面積为18.2平方公里，2018年人口数量为3,244人。

## 外部連結
- 官方网站  （斯洛文尼亚文）
- Šmartno ob Paki at Geopedia （页面存档备份，存于）